# 9431 Pytho
A 9431 Pytho (ideiglenes jelöléssel (9431) 1996 PS1) egy kisbolygó a Naprendszerben. Farra d'Isonzo fedezte fel 1996. augusztus 12-én.